# VivArt
Молодіжний  мистецький проєкт VivArt засновано 2005 року у м. Кам’янському Дніпропетровської обл., Україна. 
Засновниками проєкту стали місцеві культурні діячі, митці та активна творчо обдарована молодь на чолі з директоркою централізованої бібліотечної системи м. Кам'янського Тетяною Герасютою та письменницею і громадською діячкою Марією Дружко. 
Головна мета проєкту – згуртування, підтримка і розвиток талановитої молоді: молодих літераторів, журналістів, музикантів, художників та ін. – а відтак, формування молодої української мистецької еліти. «ВівАртівці», як називають себе учасники проєкту, постійно розвивають свої таланти, працюють над удосконаленням своїх творів, авторського стилю, художньості, спираючись на досвід класиків, разом з тим беручи за орієнтир тенденції сучасного українського та світового мистецтва.

## Найвідоміші імена проєкту VivArt на сьогодні

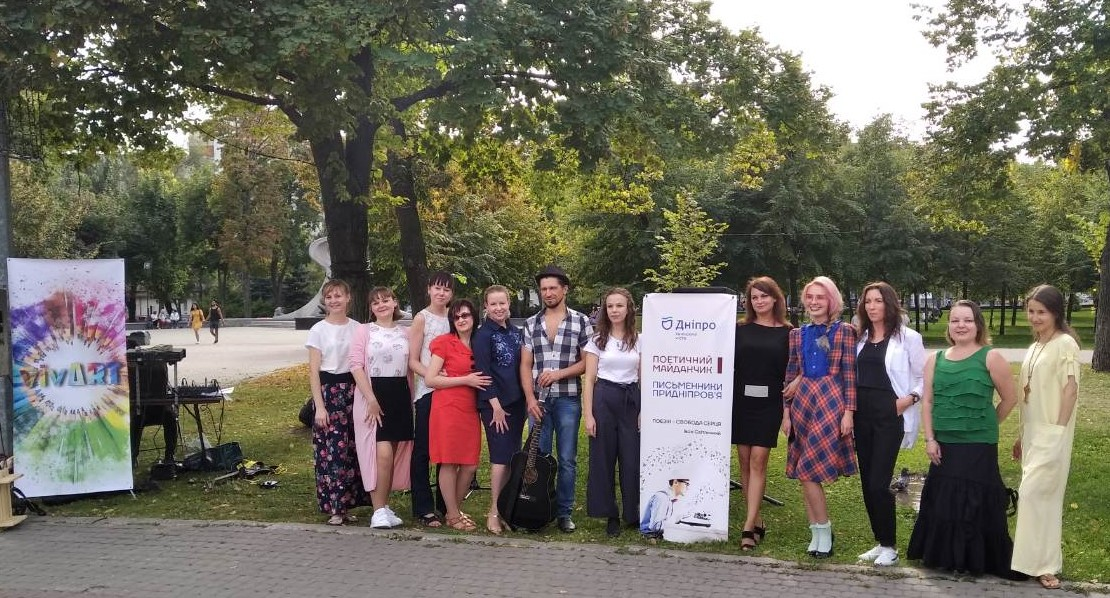
Клуб Vivart разом з друзями під час літнього виступу у Дніпровському парку

#### Письменниці, членкиніНаціональної спілки письменників України
- Марія Дружко[1]
- Юлія Купіч
- Євгенія Яворська
- Сніжана Біла

#### Поетеса і культурна діячка
- Олена Ляшенко (Федіна)

#### Письменники і музиканти
- Катерина Кравченко
- Станіслав Чирченко
- Яна Ловчинська
- Єлизавета Кондрашова
- Наталія Пірогова

## Історія розвитку
Спочатку VivArt був одним з числа клубів для творчо обдарованої молоді, що працювали на базі юнацького відділу центральної міської бібліотеки ім. Т. Г. Шевченка. Та незабаром стараннями його учасників проєкт набув міського, згодом обласного, а нині всеукраїнського значення. 

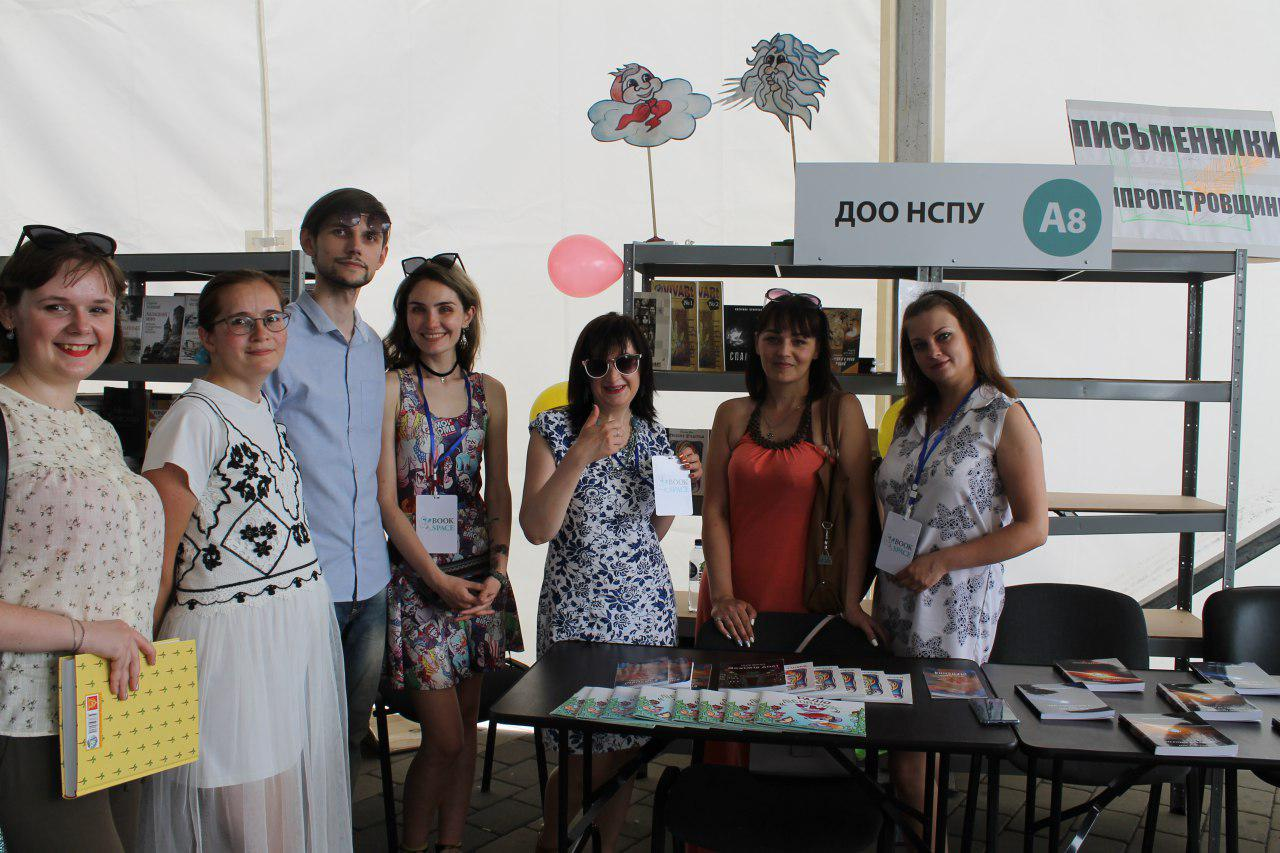
Виставка клубу VivArt на книжковому фестивалі Book Space, 2019 рік

У 2006 році відбувся перший молодіжний літературний конкурс VivArt, за підсумками якого того ж року було видано перший випуск однойменного альманаху з творами переможців. Відтоді конкурс VivArt проводиться кожні 2 роки. Щодо альманаху, то на сьогодні є вже 4  його числа. У 2019 році конкурс мистецького проєкту  VivArt зібрав молодих авторів з усіх куточків України. 
Переможцями конкурсу стали:
- Катерина Дудар (Дніпро)
- Анастасія Теплякова (Павлоград)
- Оксана Павлова (Кам’янське)
- Іван Швая (Рівне)
- Катерина Бойко/Теліга (Запоріжжя)

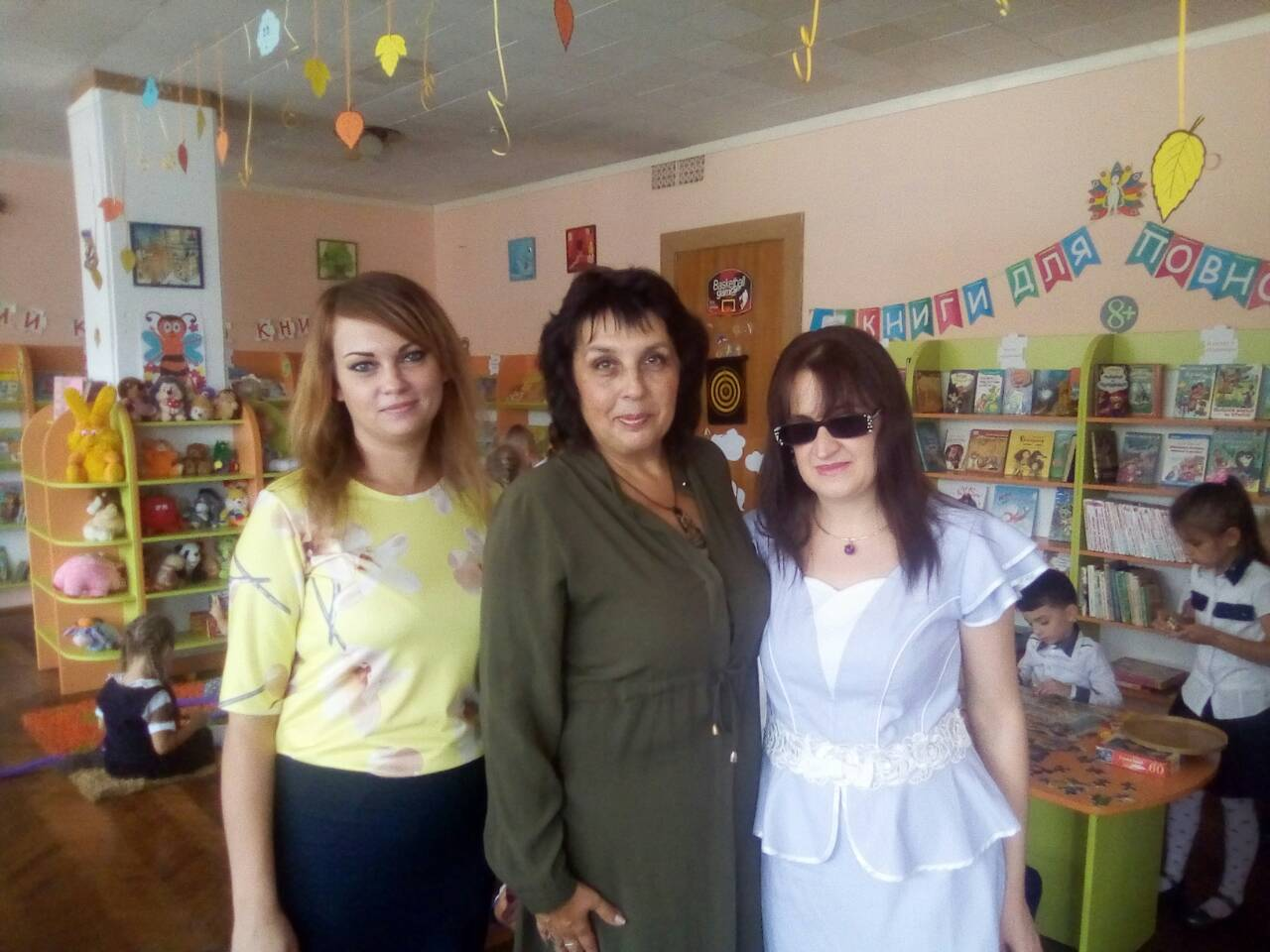
Членкині клубу VivArt разом з письменницею Еліною Заржицькою

- Марина Єщенко (Полтава)
- Єлена Дорофєєвська (Київ)
- Анна Кісельова (Покровськ)

## Діяльність клубу
Окрім конкурсної та видавничої діяльності, учасники проєкту VivArt постійно організовують мистецькі акції та культурні заходи, проводять творчі вечори, під час яких знайомлять аудиторію не лише з власними творами, а й з творчістю своїх колег. 
«ВівАртівці» тісно співпрацюють з бібліотеками Придніпров’я, з навчальними закладами і пресою, залучаються до культурного життя регіону, є активними учасниками різних мистецьких фестивалів та форумів. 
Мистецький проєкт VivArt відкритий усім молодим митцям, що прагнуть творчого спілкування і розвитку власних талантів. 